# Marie-Josée Croze
 (mars 2017).
Si vous disposez d'ouvrages ou d'articles de référence ou si vous connaissez des sites web de qualité traitant du thème abordé ici, merci de compléter l'article en donnant les références utiles à sa vérifiabilité et en les liant à la section « Notes et références ».
Pour les articles homonymes, voir Croze (homonymie).
Marie-Josée Croze, née le 23 février 1970 à Montréal, est une actrice québécoise, naturalisée française.
Elle est révélée au grand public par deux longs-métrages québécois, Maelström de Denis Villeneuve, en 2000, et Les Invasions barbares de Denys Arcand, en 2003.
Elle se fait connaître en France en 2006 avec les succès critiques et commerciaux du thriller Ne le dis à personne et du drame Le Scaphandre et le Papillon.

## Biographie

### Jeunesse et débuts

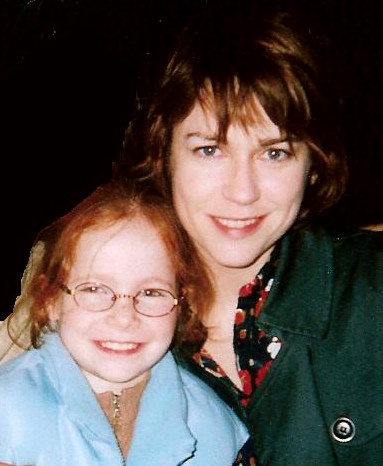
Marie-Josée Croze sur le tournage de La Petite Chartreuse à Grenoble, aux côtés de Bertille Noël-Bruneau, en 2004.

Marie-Josée Croze a grandi depuis ses deux ans dans une famille d'adoption de Longueuil, au Québec, en banlieue de Montréal, avec quatre autres enfants. Elle a fait des études en arts plastiques au Cégep du Vieux Montréal de 1986 à 1987.
Elle a commencé sa carrière en 1993 dans le long métrage de George Mihalka, La Florida, et a ensuite obtenu plusieurs rôles à la télévision et au cinéma, tant en français qu'en anglais. Elle a notamment joué dans les séries télévisées Chambres en ville, Le masque, The Hunger et Urgence. Elle a également participé à plusieurs courts et moyens métrages, dont Le Rat des villes et le rat des champs, Femme de rêve et HLA Identique.
En 2000, elle a tenu le rôle principal du film Maelström de Denis Villeneuve, œuvre qui lui a donné une visibilité internationale. En effet, le Gala des Jutra et des Génie, de même que le Festival international du film de Vancouver et celui de Mons ont été unanimes : elle a été consacrée meilleure actrice. En 2001, elle a joué dans Ararat, un film d'Atom Egoyan portant sur le génocide arménien.
En 2003, elle a incarné une junkie dans Les Invasions barbares de Denys Arcand, rôle qui lui vaut le Prix d'interprétation féminine à Cannes, bien que son personnage soit un rôle plutôt secondaire qui apparaît tardivement dans le film. Repartie de Cannes avant la cérémonie de clôture, elle a appris qu'elle avait obtenu cette distinction en direct à la télévision, alors qu'elle participait à l'émission Christiane Charette en direct, sur Radio-Canada. Sa performance lui donne une visibilité à l'international.

### Confirmation internationale

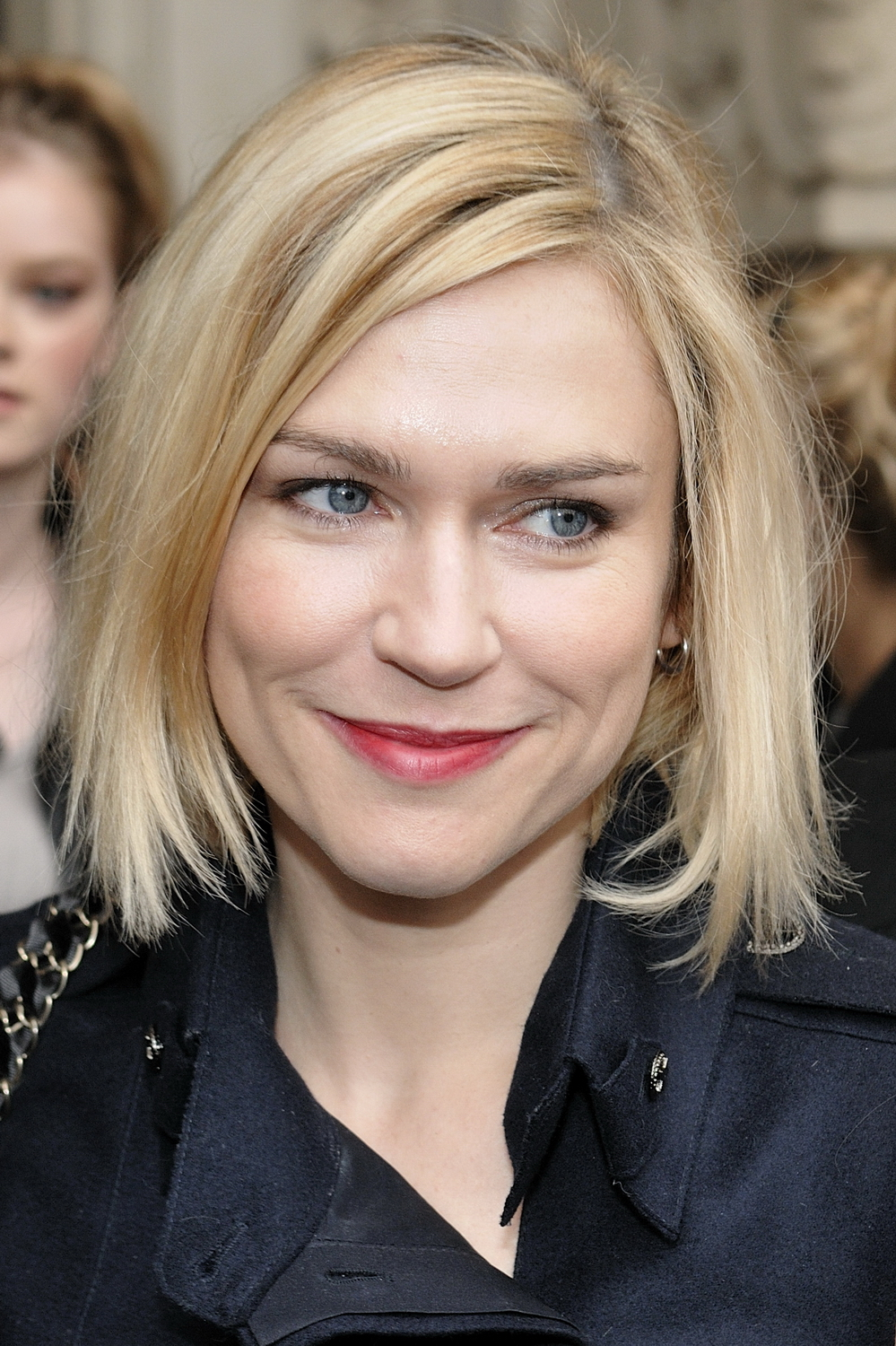
Marie-Josée Croze au Grand Palais, à Paris, en 2010.

Ainsi, si en 2004, elle interprète les principaux personnages féminins de la comédie dramatique Mensonges et trahisons et plus si affinités..., écrite et réalisée par Laurent Tirard, et du thriller Ordo de Laurence Ferreira Barbosa, elle tient un rôle sans nom dans le thriller hollywoodien Destins violés, de D. J. Caruso.
Mais l'année d'après, elle accepte des rôles plus secondaires pour être dirigée par de grands cinéastes : elle évolue ainsi dans la grosse production Munich, un drame historique de Steven Spielberg, puis joue dans le drame français La Petite Chartreuse, de Jean-Pierre Denis.
En 2006, elle est à l'affiche de deux œuvres multi-primées : elle tient le premier rôle féminin du thriller Ne le dis à personne, seconde réalisation de Guillaume Canet, qui connait un large succès critique et commercial. Mais également celui de la production franco-américaine Le Scaphandre et le Papillon, de Julian Schnabel. Hors cinéma, elle participe aussi à un projet expérimental, le photo-roman revisité Mars et Avril, une œuvre hybride publiée en deux tomes aux éditions de la Pastèque, en 2006.
Mais l'année d'après, elle participe à deux grosses productions, qui ne rencontrent pas le succès attendu : le thriller Le Nouveau Protocole, de Thomas Vincent, où elle donne la réplique à Clovis Cornillac, est accueilli fraichement ; et la fresque d'aventures Jacquou le Croquant, de Laurent Boutonnat, où elle incarne la mère du jeune héros, est un flop.
Elle renoue ensuite avec des productions plus modestes : en 2008, elle retrouve Albert Dupontel pour le drame Deux jours à tuer, de Jean Becker ; puis est dirigée par Zabou Breitman pour la romance Je l'aimais ; elle s'aventure aussi dans une modeste co-production internationale, Après l'océan d'Éliane de Latour ; et accepte d'évoluer dans la comédie dramatique Mères et Filles, de Julie Lopes-Curval, où elle donne la réplique à Catherine Deneuve et Marina Hands.
En 2010, elle enchaîne des réalisateurs reconnus : d'abord le drame historique Liberté, de Tony Gatlif ; puis en 2010, elle fait face à Jean Dujardin dans Un balcon sur la mer, de Nicole Garcia. Enfin, en 2011, elle est l'unique tête d'affiche du thriller Another Silence, de Santiago Amigorena.
Elle acquiert la nationalité française par naturalisation le 21 novembre 2012.
Désormais une actrice reconnue, elle est sollicitée pour des projets de plus en plus variés : du 30 novembre au 8 décembre 2012, elle fait partie du jury 12e Festival international du film de Marrakech. Le jury est présidé par John Boorman, et dans lequel on retrouve notamment James Gray, Lambert Wilson ou encore Gemma Arterton. À la fin de la même année, elle obtient la nationalité française.
Elle repart ensuite vers des productions anglophones : en 2013, elle évolue dans la co-production Intersections, de David Marconi, où elle retrouve Roschdy Zem ; puis participe à l'acclamé drame irlandais Calvary, de John Michael McDonagh.
En 2014, elle fait partie des quatre stars réunies par Wim Wenders pour son drame Every Thing Will Be Fine, aux côtés de James Franco, Rachel McAdams et Charlotte Gainsbourg ; et seconde Mathieu Kassovitz dans l'ambitieux thriller Un illustre inconnu, écrit et réalisé par Matthieu Delaporte ; et retrouve Denys Arcand pour le drame Le Règne de la beauté. Ces trois projets passent cependant inaperçus.
Lors du Festival de Cannes 2016, elle fait partie du jury de la Cinéfondation et des courts métrages, présidé par la réalisatrice japonaise Naomi Kawase.

## Filmographie

### Cinéma
- 1992 : La Postière de Gilles Carle
- 1993 : La Florida de George Mihalka
- 1996 : Le Rat des villes et le Rat des champs de James Di Salvio (court métrage)
- 1996 : Femme de rêve de Nadia Simaani (court métrage)
- 1998 : HLA identique de Thomas Briat (moyen métrage)
- 1998 : Captive de Matt Dorff
- 2000 : Terre champ de bataille (Battlefield Earth) de Roger Christian : Mara
- 2000 : Maelström de Denis Villeneuve : Bibiane Champagne
- 2002 : Des chiens dans la neige de Michel Welterlin : Lucie
- 2002 : Ararat d'Atom Egoyan : Celia
- 2002 : Ascension de Karim Hussain (en) : la femme enceinte
- 2003 : Les Invasions barbares de Denys Arcand : Nathalie
- 2003 : Nothing de Vincenzo Natali : Sara
- 2004 : Taking Lives, destins violés de D. J. Caruso : le légiste
- 2004 : Ordo de Laurence Ferreira Barbosa : Estelle/louise Sandoli
- 2004 : Mensonges et trahisons et plus si affinités... de Laurent Tirard : Muriel
- 2005 : La Petite Chartreuse de Jean-Pierre Denis : Pascale Blanchot
- 2005 : Munich de Steven Spielberg : Jeanette
- 2005 : La Mémoire des autres de Pilar Anguita-McKay
- 2006 : Ne le dis à personne de Guillaume Canet : Margot Beck
- 2006 : Le Scaphandre et le Papillon de Julian Schnabel : Henriette Durand
- 2007 : Jacquou le Croquant de Laurent Boutonnat : la mère de Jacquou
- 2007 : Le Nouveau Protocole de Thomas Vincent : Diane
- 2008 : Deux Jours à tuer de Jean Becker : Cécile
- 2009 : Je l'aimais de Zabou Breitman : Mathilde
- 2009 : Après l'océan d'Éliane de Latour : Tango
- 2009 : Mères et Filles de Julie Lopes-Curval : Louise
- 2009 : Vivre ! d'Yvon Marciano : elle-même
- 2010 : Liberté de Tony Gatlif : Melle Lundi
- 2010 : Un balcon sur la mer de Nicole Garcia : Marie-Jeanne
- 2011 : Another Silence (Violences) de Santiago Amigorena : Marie
- 2013 : Intersections de David Marconi : Audrey
- 2013 : Calvary de John Michael McDonagh : Teresa
- 2014 : Every Thing Will Be Fine de Wim Wenders : Ann
- 2014 : Un illustre inconnu de Mathieu Delaporte : Clémence
- 2014 : Le Règne de la beauté de Denys Arcand : Isabelle
- 2016 : Iqaluit de Benoît Pilon : Carmen
- 2016 : Au nom de ma fille de Vincent Garenq : Dany
- 2016 : Deux nuits jusqu'au matin de Mikko Kuparinen (fi) : Caroline
- 2017 : Les Confessions de Roberto Andò : ministre canadien
- 2018 : MILF d'Axelle Laffont : Sonia
- 2019 : À cause des filles..? de Pascal Thomas : Béatrice
- 2019 : Disparition à Clifton Hill de Albert Shin (en) : mademoiselle Moulin
- 2022 : The Forgiven de John Michael McDonagh : Isabelle
- 2023 : Ma langue au chat de Cécile Telerman : Ariane
- 2023 : Un coup de dés d'Yvan Attal : Juliette
- 2025 : L'Homme qui rétrécit de Jan Kounen

### Télévision

#### Séries télévisées
- 1992–1994 : Montréal P.Q. : France
- 1993–1996 : Chambres en ville : Noémie Vanasse
- 1996–1997 : Urgence : Sophie
- 1997 : Le Masque de Richard Roy : Nadine
- 1997 : Les Prédateurs de Russell Mulcahy : Mimi (épisode I'm Dangerous Tonight)
- 2001 : Largo Winch (épisode Killer Cardignac)
- 2010 : Hercule Poirot : Greta Ohlsson (épisode Le Crime de l'Orient-Express de Philip Martin)
- 2012 : Birdsong de Philip Martin : Jeanne
- 2016 : Lanester : Les Enfants de la dernière pluie de Jean-Marc Brondolo : Elisabeth Bassonville
- 2017 : L'Épreuve d'amour de Arnaud Sélignac : Marielle
- 2018 : Jack Ryan : Sandrine
- 2019 : Mirage de Louis Choquette : Claire Kohler
- 2021 : Into the Night : Gia
- 2022 : Prométhée de Christophe Campos : Caroline Lasset

#### Téléfilms
- 1993 : Zelda de Pat O'Connor : Nanny
- 1999 : Coupable probablement de Alex Chapple : Marie Cartier
- 2011 : Le Piège afghan de Miguel Courtois : Nadia
- 2012 : La Chartreuse de Parme de Cinzia TH Torrini : Gina Duchesse de Sanseverina
- 2015 : Arletty, une passion coupable d'Arnaud Sélignac : Antoinette d'Harcourt
- 2024 : Le Vent des sables de Stéphane Kappes : lieutenant Judith Kamara

## Théâtre
- 2005 : Requiem pour une nonne de William Faulkner, mise en scène Jacques Lassalle, théâtre de l'Athénée-Louis-Jouvet
- 2006 : Requiem pour une nonne de William Faulkner, mise en scène Jacques Lassalle, théâtre national de Nice
- 2013 : Mensonges d’États de Xavier Daugreilh, mise en scène Nicolas Briançon, théâtre de la Madeleine

## Distinctions

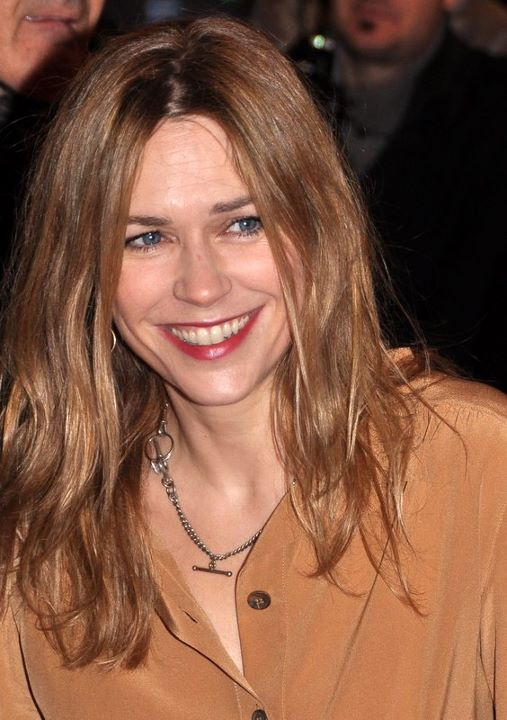
Marie-Josée Croze en novembre 2011.

- Prix Jutra 2001 : meilleure actrice pour Maelström
- Prix Génie 2001 : meilleure actrice pour Maelström
- Festival international du film de Vancouver 2001 : meilleure actrice pour Maelström
- Festival international du film d'amour de Mons 2001 : meilleure actrice pour Maelström
- Festival de Cannes 2003 : prix d'interprétation féminine pour Les Invasions barbares
- Prix Jutra 2004 : meilleure actrice pour Les Invasions barbares
- Prix Romy-Schneider 2010 : Espoir du cinéma français